# Renon (Ain)
Pour les articles homonymes, voir Renon (homonymie).
Le Renom est une rivière de la Dombes dans le département de l'Ain, en région Auvergne-Rhône-Alpes, et un affluent gauche de la Veyle, donc un sous-affluent du Rhône par la Saône.

## Géographie
Le Renon naît à Versailleux à 280 mètres d'altitude à côté de l'étang Chapelier, puis choisit la direction nord.
Après avoir arrosé Saint-Germain-sur-Renon puis Neuville-les-Dames, il conflue avec la Veyle, en rive gauche, à Vonnas après 40,8 km de cours à 188 mètres d'altitude.

### Communes et cantons traversés

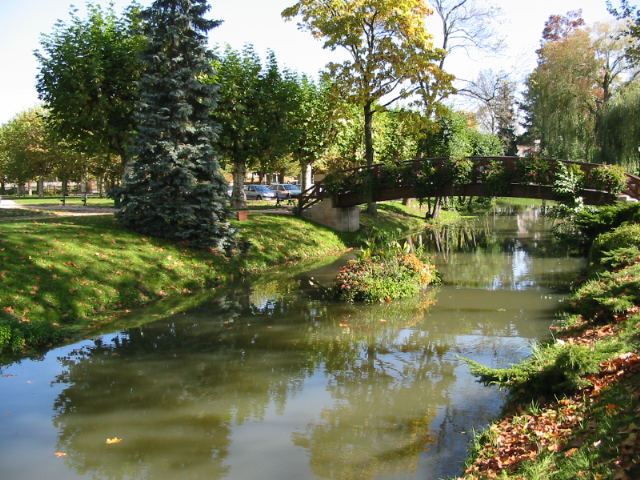
La Veyle dans Vonnas en face du restaurant de Georges Blanc

Dans le seul département de l'Ain, le Renon traverse les dix communes,suivantes, dans trois cantons, de l'amont vers l'aval, de Versailleux (source), Le Plantay, Marlieux, Saint-Germain-sur-Renon, La Chapelle-du-Châtelard, Saint-Georges-sur-Renon, Romans, Neuville-les-Dames, Sulignat et Vonnas (confluence).
Soit en termes de cantons, le Renom prend sa source dans le canton de Chalamont, traverse le canton de Villars-les-Dombes, conflue dans le canton de Châtillon-sur-Chalaronne, le tout dans l'arrondissement de Bourg-en-Bresse.

### Toponymes
Le Renon a donné son hydronyme aux deux communes suivantes de Saint-Germain-sur-Renon, Saint-Georges-sur-Renon.

### Bassin versant
Le Renon traverse une seule zone hydrographique « Le Renon » (U423) pour 131 km2. Ce bassin versant est constitué à 71,79 % de « territoires agricoles », à 14,10 % de « surfaces en eau », à 11,20 % de « forêts et milieux semi-naturels », à 3,13 % de « territoires artificialisés ».
Le Renon traverse dix communes, 7 884 habitants sur 168 km2 de superficie avec une densité de 46,9 hab./km2 et à 257 m d'altitude moyenne.

### Organisme gestionnaire
L'organisme gestionnaire est le syndicat Mixte Veyle Vivante.

## Affluents
Le Renon a deux affluents référencés :
- le ruisseau le Crézanson (rd[note 2]) 4,4 km sur les deux communes de Le Plantay et Versailleux avec un affluent :
  - le bief de Morlan, 1,5 km sur les deux mêmes communes de Le Plantay et Versailleux.
- le bief de Rabat ou le ruisseau la Marine (rd) 9,2 km sur les cinq communes de Crans, Chalamont, Le Plantay, Rignieux-le-Franc, Versailleux[7].

### Rang de Strahler
Son rang de Strahler est donc de trois.

## Hydrologie

### Le Renon à Neuville-les-Dames
Le débit du Renon a été observé pendant une période de 47 ans (1968-2015), à Neuville-les-Dames. Le bassin versant du cours d'eau est de 102 km2 à cet endroit soit 78 % du bassin versant total de 131 km2; il fait partie du grand bassin hydrographique du Rhône.
Son débit moyen interannuel que l'on appelle aussi module est de 0,804 m3/s.
Le Renon présente des fluctuations de débits assez faibles. Les hautes eaux se déroulent de l'automne jusqu'à la fin de l'hiver, et portent le débit moyen à un niveau qui peut monter de 1,01 à 1,42 m3/s, d'octobre à avril inclus (avec deux pics dont l'un en novembre et l'autre en février). Les basses eaux ont lieu de juin à septembre inclus ; la baisse du débit moyen peut aller jusqu'à 0,139 m3/s au mois d'août.

### Étiage ou basses eaux
Aux étiages, le VCN3 peut chuter jusqu'à 0,018 m3/s soit 18 l/s.

### Crues
Les crues du Renon peuvent être importantes. Le QIX 2 est de 11 m3/s tandis que le QIX 5 à 16 m3/s. Le QIX 10 vaut 19 m3/s tandis que le QIX 20 se monte à 22 m3/s. Quant au QIX 50, il est de 26 m3/s. Statistiquement, cela signifie qu'il doit y avoir une crue de 11 m3/s tous les 2 ans et une crue de 16 m3/s tous les 5 ans.
Le débit instantané maximal a été enregistré le 9 mai 1985 et était de 22,5 m3/s, tandis que le débit journalier maximal a été enregistré le 8 octobre 1993 et était de 19,8 m3/s. On constate donc que le 9 mai 1985, la crue était vicennale.

### Lame d'eau et débit spécifique
La lame d'eau écoulée dans le bassin du Renon se monte à 249 millimètres annuellement, ce qui est inférieur à la moyenne d'ensemble de la France. Le débit spécifique (Qsp) est de 7,9 litres par seconde et par kilomètre carré de bassin.

## Tourisme

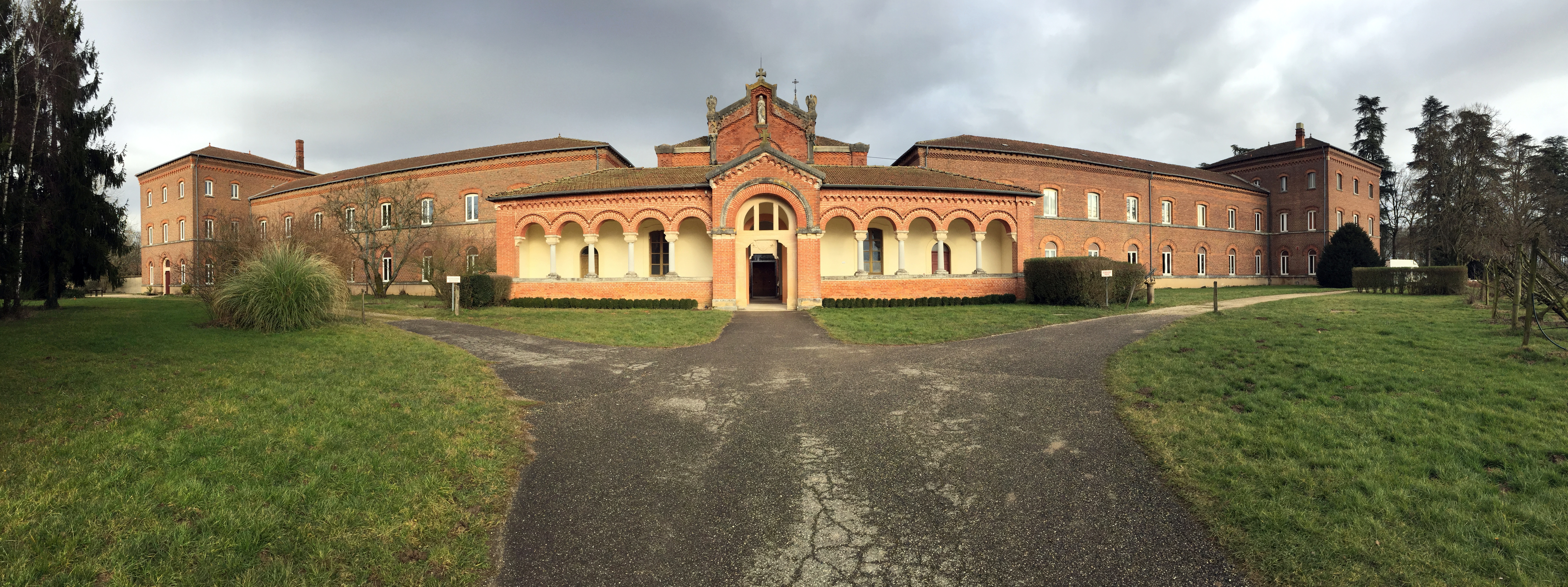
L'Abbaye Notre-Dame-des-Dombes au Plantay.

- Le bourg de Vonnas est au croisement du Renom et de la Veyle avec une sortie d'autoroute A40 proche et un chef gastronomique Georges Blanc et une ascendance gastronique reconnue : Élisa Blanc.
- Le monument touristique et église Notre-Dame de Crans
- L'Abbaye Notre-Dame-des-Dombes sur la commune de Le Plantay à moins d'un kilomètre à l'est du Renon.